# アレクサンドロポリ条約
アレクサンドロポリ条約（アレクサンドロポリじょうやく、アルメニア語: Ալեքսանդրապոլի պայմանագիր、トルコ語: Gümrü Antlaşması）は、アルメニア第一共和国と大国民会議政府の間の講和条約。キャーズム・カラベキル率いるトルコ軍が1920年9月12日にアルメニアを侵攻したことで勃発したトルコ・アルメニア戦争を終結させた。

## 締結の経緯
1920年12月3日朝、アルメニア外相アレクサンドル・ハティシアンによって署名された。しかし、その前日にはイェレヴァンのアルメニア政府が総辞職して、権力をソビエト・ロシアの支持するソビエト政府に明け渡していたため、ハティシアンは実際にはアルメニア政府を代表しておらず、アレクサンドロポリ条約は理論上では無効であった。

## 条約の内容
条約の内容はトルコ側だけで起草しており、アルメニアは起草に何ら貢献しなかった。条約により、アルメニアはカルス県全体とイェレヴァン県のスルマリ区をトルコに、イェレヴァン県南部の大部分をアゼルバイジャンに割譲した。条約はアルメニア・トルコ国境を定め、アルメニア第一共和国の国境はアルダハン＝カルス線とされた。これによりアルメニアの国土の5割以上がトルコ大国民議会に割譲された。また第10条ではアルメニアがセーヴル条約を拒否することを定めた。

## その後
アレクサンドロポリ条約は1か月内にアルメニア議会によって批准される予定だった。辞任したアルメニア政府とイェレヴァンにいたソビエト・ロシア代表の間で締結された協定でロシアが承認したアルメニア国境はトルコが侵攻する前のものだった。最終的に批准された条約はトルコ大国民議会とアルメニア、グルジア、アゼルバイジャンのソビエト共和国が署名したカルス条約だった。